# Javier Baraja
Javier Baraja Vegas (ur. 24 sierpnia 1980 w Valladolid) – piłkarz hiszpański grający na pozycji obrońcy. Od 2005 roku jest zawodnikiem klubu Real Valladolid. Jest bratem Rubéna, także piłkarza i 43-krotnego reprezentanta kraju.

## Kariera piłkarska
Karierę piłkarską Baraja rozpoczynał w klubie Real Valladolid. W latach 2000–2002 grał w rezerwach tego klubu. 7 kwietnia 2002 zaliczył debiut w pierwszym zespole w Primera División w zremisowanym 1:1 domowym meczu z Sevillą FC.
W 2002 roku Baraja odszedł z Realu do drugoligowego Getafe CF. W Getafe swój debiut zanotował 22 września 2002 w domowym meczu z CD Tenerife (2:1). W Getafe spędził dwa lata.
W 2004 roku Baraja został zawodnikiem Málagi CF. Nie grał jednak w pierwszym zespole, a zespole rezerw, w którym zadebiutował 29 sierpnia 2004 w wyjazdowym spotkaniu z Xerez CD (0:1). W rezerwach Málagi spędził rok.
W 2005 roku Baraja wrócił do Realu Valladolid, gdzie stał się podstawowym zawodnikiem. W sezonie 2006/2007 wywalczył Realem awans z Segunda División do Primera División. W sezonie 2009/2010 Real spadł do Segunda División, a w sezonie 2011/2012 powrócił do Primera División.
| Sezon   | Klub              | Kraj      | Rozgrywki        | Mecze | Bramki |
| ------- | ----------------- | --------- | ---------------- | ----- | ------ |
| 2000/01 | Real Valladolid B | Hiszpania | Tercera División | ?     | ?      |
| 2001/02 | Real Valladolid   | Hiszpania | Primera División | 1     | 0      |
| 2001/02 | Real Valladolid B | Hiszpania | Tercera División | ?     | ?      |
| 2002/03 | Getafe CF         | Hiszpania | Segunda División | 14    | 0      |
| 2003/04 | Getafe CF         | Hiszpania | Segunda División | 13    | 0      |
| 2004/05 | Málaga CF B       | Hiszpania | Segunda División | 35    | 1      |
| 2005/06 | Real Valladolid   | Hiszpania | Segunda División | 31    | 0      |
| 2006/07 | Real Valladolid   | Hiszpania | Segunda División | 28    | 0      |
| 2007/08 | Real Valladolid   | Hiszpania | Primera División | 17    | 0      |
| 2008/09 | Real Valladolid   | Hiszpania | Primera División | 22    | 1      |
| 2009/10 | Real Valladolid   | Hiszpania | Primera División | 25    | 2      |
| 2010/11 | Real Valladolid   | Hiszpania | Segunda División | 29    | 0      |
| 2011/12 | Real Valladolid   | Hiszpania | Segunda División | 21    | 0      |
| 2012/13 | Real Valladolid   | Hiszpania | Primera División | 12    | 1      |
| 2013/14 | Real Valladolid   | Hiszpania | Primera División | 12    | 0      |

## Kariera reprezentacyjna
Baraja grał w młodzieżowych reprezentacjach Hiszpanii na szczeblu U-16 i U-17.